# M939 5tトラック
M939 5tトラックシリーズは、1980年代にアメリカ合衆国で開発・運用された、6×6輪駆動の5tトラックである。

## 概要
M939 5tトラックシリーズは、1980年代に、M809 5tトラックシリーズをベースに開発された、6×6輪駆動の積載量5tクラスの軍用トラックである（オフロードで約5トン、舗装道路では10トン近くの積載量を持つ）。1980年に、M809を開発・生産していたAMゼネラル社によって開発されたXM939がアメリカ軍に採用され、M939シリーズとなった。エンジンはM809と同じカミンズ社製NHC-250 14,000cc 6気筒ディーゼルエンジンであったが、変速機がオートマチックトランスミッションに変更され、操作性・燃費は大きく向上していた。また、中身のエンジンは同じであったが、それを覆うキャブ部分のデザインは大きく変更されていた。運転席部分は横に広がって3人乗りになり、ボンネットはフェンダーと一体化された形になり、全体が前方向に大きく倒れる事でエンジンの上面だけでなく側面も露出し、整備作業が容易になっている。ウィンチには安全停止装置が付き、ワイヤーが切れそうな程の荷重がかかると、回転を自動的に停止するようになり、破損や負傷の危険を軽減させていた。この他にも、ブレーキ寿命が約4倍に改良されたり、騒音レベルが大きく低減したり、といった多くの改良が施されていた。
また、M939シリーズには、同時期に開発されたEMS（Enhanced Mobility System, 機動力強化システム）の導入が計画されていた。これは、タイヤ空気圧の自動調整装置と、そのためのパイピングシステム、および14：00×R20の大径ラジアルタイヤの装着によって、運転席からタイヤの空気圧を変更し、路外機動性を向上させるという物であった（ラジアルタイヤ採用により、後輪はシングルタイヤに変更される）。この機能改良パックは、部隊配備されたM809シリーズに後付で装着されてテストが行われ、M939シリーズの改良モデルである、M939A2シリーズから標準装備される事になった。
最初に生産されたM939シリーズは、M54、M809シリーズと同様に、11.00×R20のタイヤを装着し、後輪はダブルタイヤであった。このモデルは1982年から量産が開始されており、最初期の生産車はM809として製造された車台から組み換えられた物であった。M939シリーズにもM54、M809シリーズと同様、3種類のホイールベースの車台が存在し、レッカー型やダンプ型などの派生型が開発されている。
また、前述の空気圧調整装置を装着せず、タイヤだけを14.00×R20の大径ラジアルタイヤ（後輪シングル）に変更したバージョンが、M939A1シリーズとして制式化され、輸出向け、およびアメリカ海兵隊向けに生産された。
1986年になると、M939シリーズの生産が、AMゼネラル社からBMY社に移管した。1989年には、エンジンを同じカミンズ社製で、ほぼ同等の出力でありながら重量が半分、耐用年数が1.3倍になった6CTA8.3 8300cc6気筒ターボチャージャー付きディーゼルエンジンに換装し、前述の空気圧調整システムと14.00×R20の大径ラジアルタイヤを装着、さらにキャブ内部のデザインを変更し、運転操作がHEMTT、ハンヴィーと同様になるよう改良された、M939A2シリーズの生産が始まり、アメリカ軍への導入が開始された。M939A2シリーズはBMY社により"ビッグフット"（Big Foot）のニックネームが付けられ、M939A1シリーズを導入していた海外ユーザーにも多数が売り込まれた。尚、M939A2で実装された空気圧調整システムは、前述のEMSという名称から、CTIS（Central Tire Inflation System）という名称に変更されている。
M939A1シリーズとA2シリーズの外見上の相違点（識別点）としては、
- A2にはCTISのパイピングのガード板（扇形の部品）が各ホイールに装着されている
- A2は車高が下がるため、デフの下側が削られて平らになっている。
- A2ではフロントバンパーの下側にもU字シャックルが装備されている。

などが挙げられる。
1991年に発生した湾岸戦争は、M939A2"ビッグフット"シリーズが実戦投入される最初の機会となった。これは、本車を開発したBMY社にとっては絶好の宣伝機会となり、初期量産契約の結ばれた24,000台のうち、開戦までに3,500両を完成させ、サンドカラーに塗装された新品のM939A2がアメリカ国内の工場から直接アラビア半島に送られた。湾岸戦争に動員されたアメリカ軍兵士の中には、アラビア半島に到着して初めてM939A2を見る者も少なくなかったが、操作感がHEMTTやハンヴィーとほぼ同じである事、CTISの操作は"舗装路"、"クロスカントリー"、"砂地"、などと書かれた中からレバーで選択するという非常にわかりやすい物であった事、さらに舗装路では時速100kmで走れる事などから、その評価は極めて好評なもので、本車を見たサウジアラビア軍が即座に4,000両の購入を決定したという逸話も残されている。
1990年代後半頃から、アメリカ軍では後継車種のFMTVの導入が始まったが、M939A2シリーズも引き続き運用されており、2003年のイラク戦争でも現地に派遣され、一部の車両はガントラックに改造されるなどして、前線で使用された。M939シリーズは総計で32,000台以上が生産され、2015年現在も各輸出先等で、現役で使用されている。

## 形式

### トラックシャーシ
M939 Truck Chassis
175インチ（4.4m）、ロングホイールベースのトラックシャーシ。荷台の無い、キャブとシャーシのみの状態での制式番号。ウィンチ装備。A1型/A2型が存在する。
M940 Truck Chassis
175インチ（4.4m）、ロングホイールベースのトラックシャーシ。荷台の無い、キャブとシャーシのみの状態での制式番号。ウィンチ装備。A1型が存在する。
M941 Truck Chassis
167インチ（4.2m）、ショートホイールベースのトラックシャーシ。荷台の無い、キャブとシャーシのみの状態での制式番号。ウィンチ装備。A1型が存在する。
M942 Truck Chassis
215インチ（5.5m）、エクストラロングホイールベースのトラックシャーシ。荷台の無い、キャブとシャーシのみの状態での制式番号。ウィンチ未装備。A1型が存在する。
M943 Truck Chassis
215インチ（5.5m）、エクストラロングホイールベースのトラックシャーシ。荷台の無い、キャブとシャーシのみの状態での制式番号。ウィンチ未装備。
M944 Truck Chassis
215インチ（5.5m）、エクストラロングホイールベースのトラックシャーシ。荷台の無い、キャブとシャーシのみの状態での制式番号。ウィンチ未装備。A1型が存在する。
M945 Truck Chassis
215インチ（5.5m）、エクストラロングホイールベースのトラックシャーシ。荷台の無い、キャブとシャーシのみの状態での制式番号。ウィンチ未装備。A1型が存在する。

### カーゴトラック型
M923 Truck Cargo Dropside
175インチ（4.4m）、ロングホイールベースのドロップサイドカーゴトラック型。荷物の積み下ろしの際、荷台の側板を倒す事が可能。ウィンチは未装備。A1型/A2型が存在する。シリーズの実質的な基本型に相当する形式でもある。
M924 Truck Cargo
175インチ（4.4m）、ロングホイールベースのカーゴトラック型。ウィンチは未装備。A1型が存在する。
M925 Truck Cargo Dropside With Winch
175インチ（4.4m）、ロングホイールベースのドロップサイドカーゴトラック型。ウィンチ装備。A1型/A2型が存在する。
M926 Truck Cargo With Winch
175インチ（4.4m）、ロングホイールベースのカーゴトラック型。ウィンチ装備。A1型が存在する。
M927 Truck Cargo
215インチ（5.5m）、エクストラロングホイールベースのカーゴトラック型。ウィンチは未装備。A1型/A2型が存在する。
M928 Truck Cargo With Winch
215インチ（5.5m）、エクストラロングホイールベースのカーゴトラック型。ウィンチ装備。A1型/A2型が存在する。

### その他の一般派生型
M929 Truck Dump
167インチ（4.2m）のショートホイールベース。M54シリーズのM51、M809シリーズのM817に相当する、ダンプトラック型。ウィンチは未装備。A1型/A2型が存在する。荷台にはベンチシートおよび幌を装着可能で、兵員輸送用途にも使用された。
M930 Truck Dump With Winch
167インチ（4.2m）のショートホイールベースのダンプトラック型で、ウィンチを装備。M929のウィンチ装備型。M929と同様にA1型/A2型が存在する。
M931 Truck Tractor
167インチ（4.2m）のショートホイールベース。M54シリーズのM52、M809シリーズのM818に相当する、牽引用トラクター型。ウィンチは未装備。A1型/A2型が存在する。セミトレーラー等の牽引に使用された。
M932 Truck Tractor With Winch
167インチ（4.2m）のショートホイールベースの牽引用トラクター型で、ウィンチを装備。M931のウィンチ装備型。M931と同様にA1型/A2型が存在する。
M933  Tractor Wrecker
M809シリーズのM819と同様の、トラクター/レッカー兼用型。トラクター用牽引装置と、回転式のクレーンを両方装備している。A1型が存在し、A1型にはウィンチが装備される。本車は米軍のテクニカルマニュアルでは欠番扱いになっている資料も多く、情報の少ない車種である。
M934 Van Expansible
215インチ（5.5m）のエクストラロングホイールベース。M809シリーズのM820と同様の、荷台がパネルバンタイプのトラック。ウィンチは未装備。A1型/A2型が存在する。
M935 Van Expansible with HLG
215インチ（5.5m）のエクストラロングホイールベース。M809シリーズのM820A2と同様の、荷台がパネルバンタイプのトラックで、後部にハイリフト・ゲートが装備されている。ウィンチは未装備。A1型/A2型が存在する。
M936 Truck Wrecker Medium
175インチ（4.4m）のロングホイールベース。M809シリーズのM816と同様に、大型クレーンを搭載したレッカー型。ウィンチ装備。A1型/A2型が存在する。
この他にも、RQ-2 パイオニアなどのUAVの移動発射台として射出装置を搭載した型、前述のガントラック型など、種々の派生型が開発されている。

## 画像

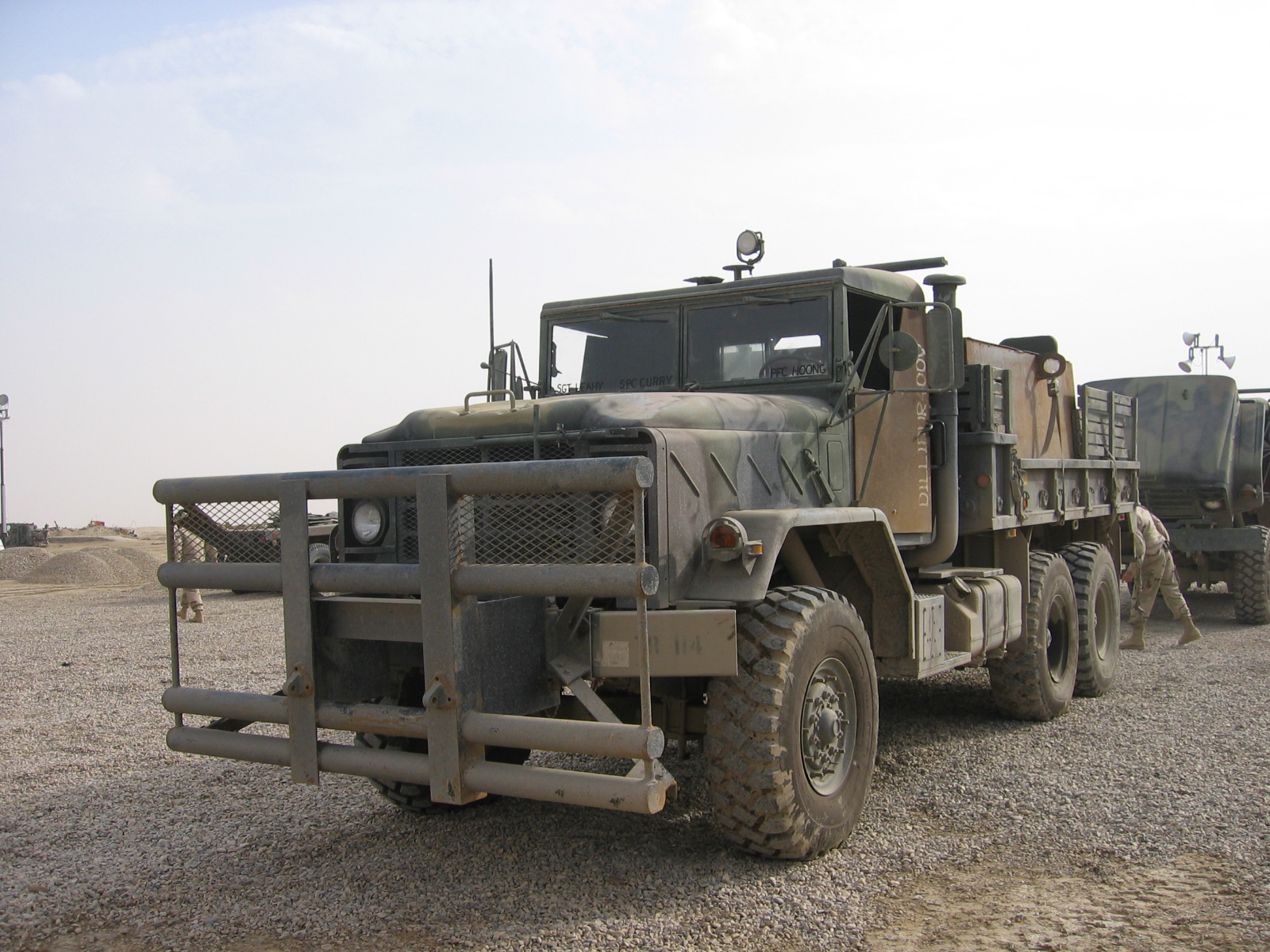
ガントラックに改造されたM923A1。2005年、イラク派遣の米軍車両。
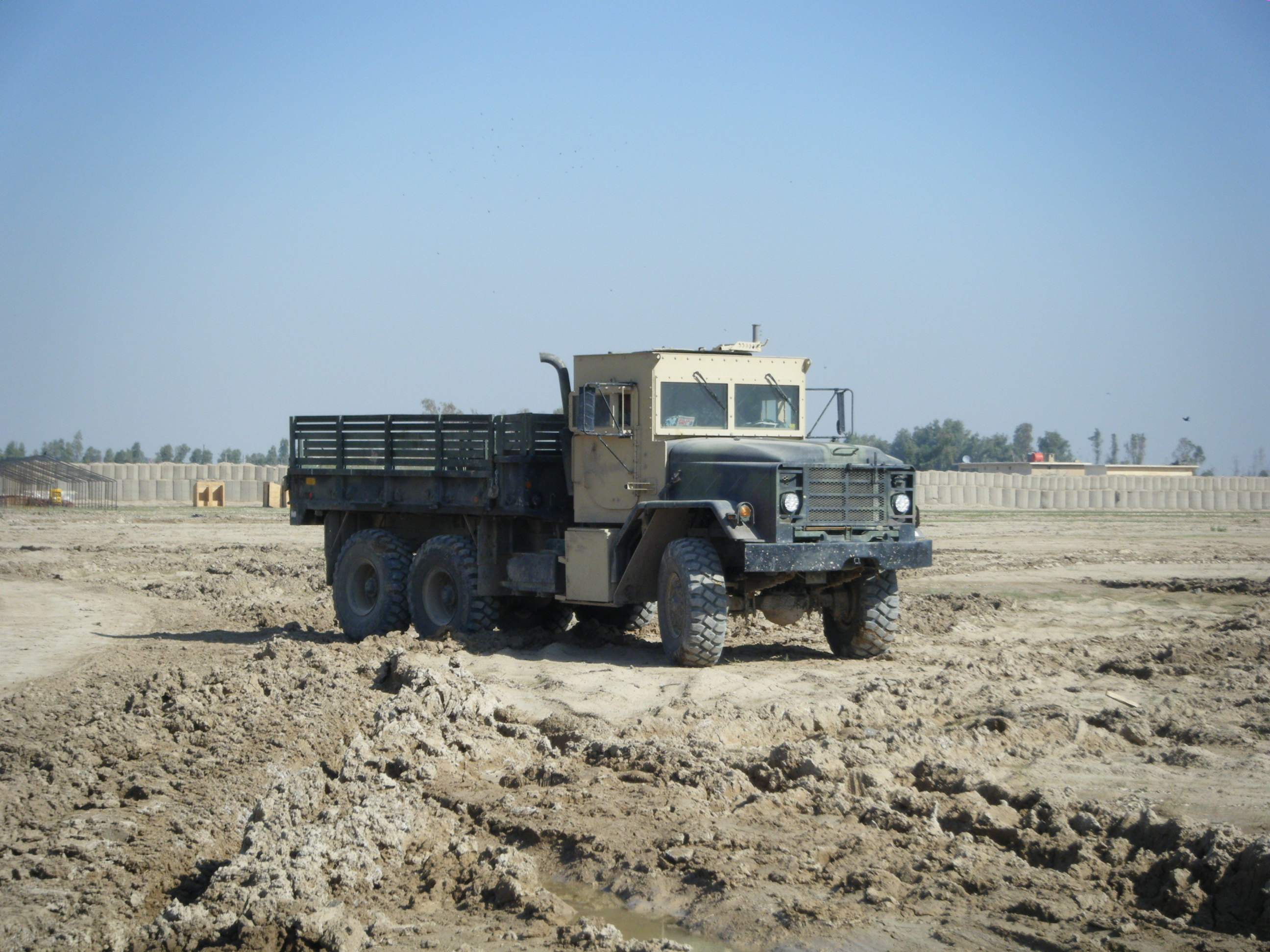
装甲キャブを装備したM923A1カーゴトラック。2008年。
前方から見たM923A2。下側が平らになったデフが確認出来る。
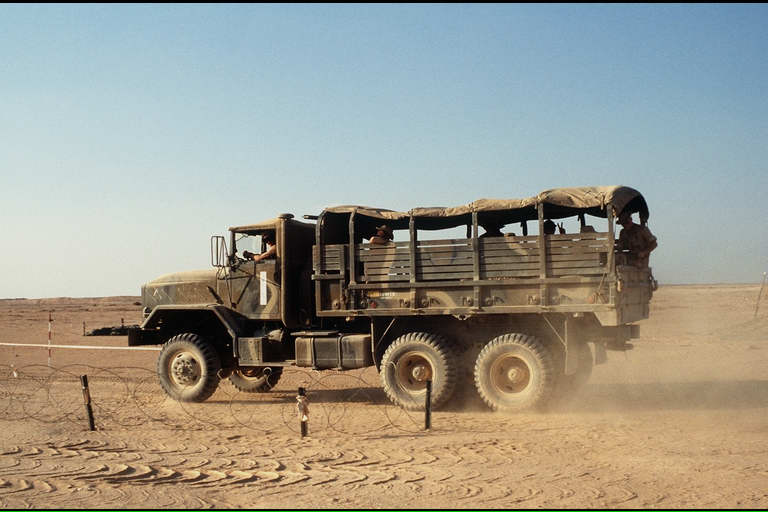
初期型のM923。11.00×R20のタイヤを装着している。
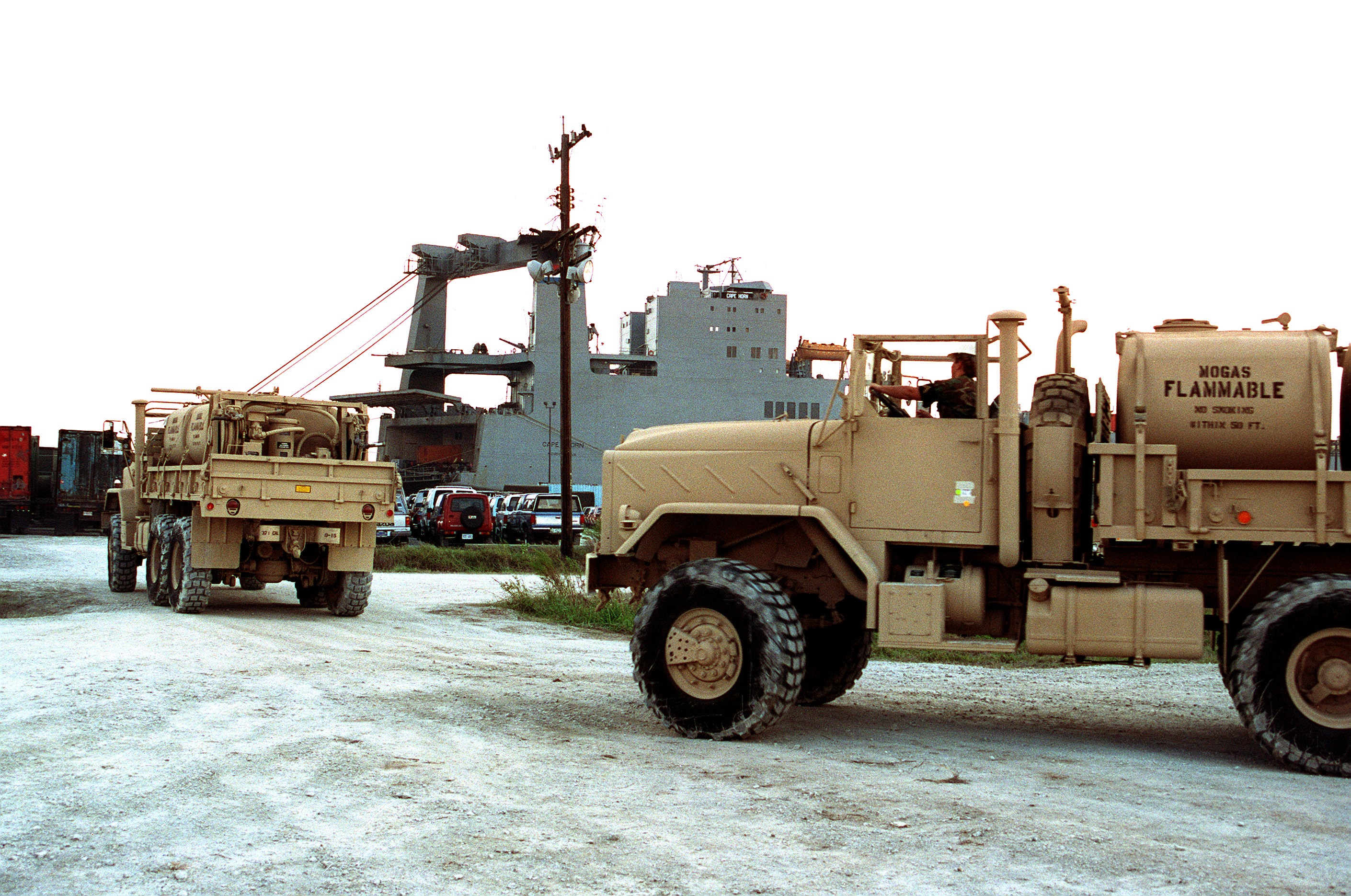
燃料タンクを搭載したM923A2。空気圧調整用パイプの保護板がホイールに装着されている。
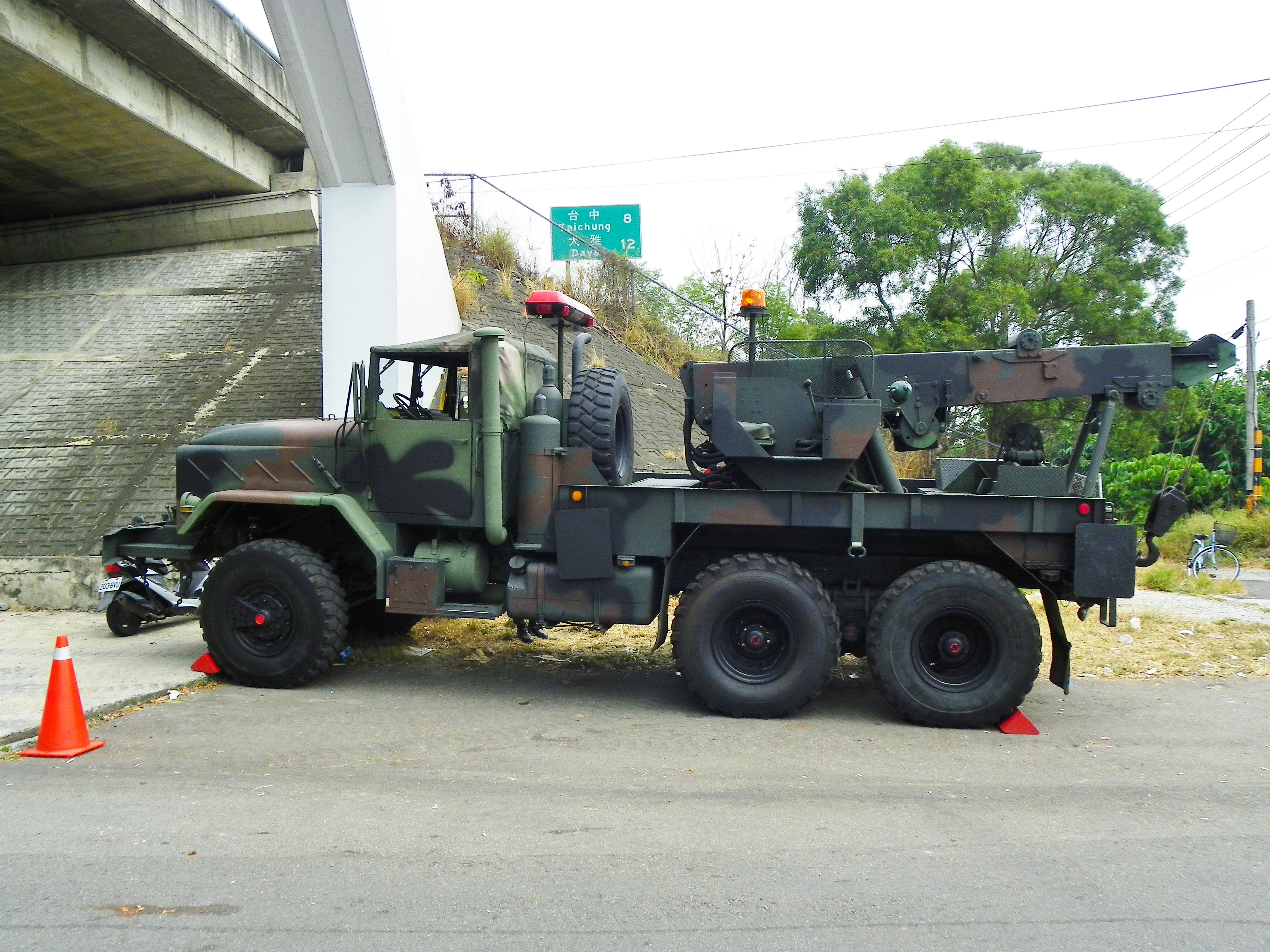
台湾軍のM936A2レッカー。
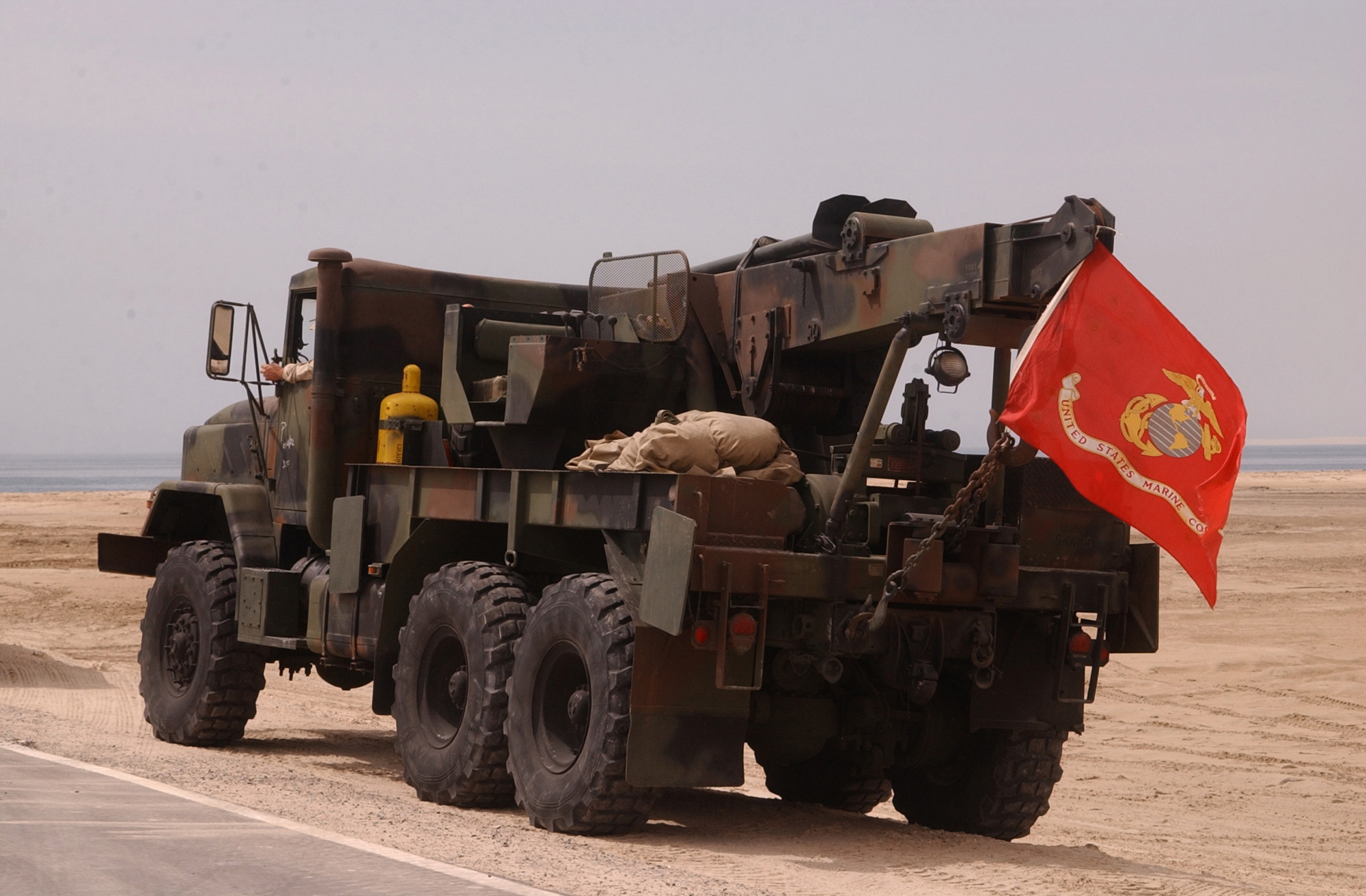
アメリカ海兵隊のM936A1レッカー。
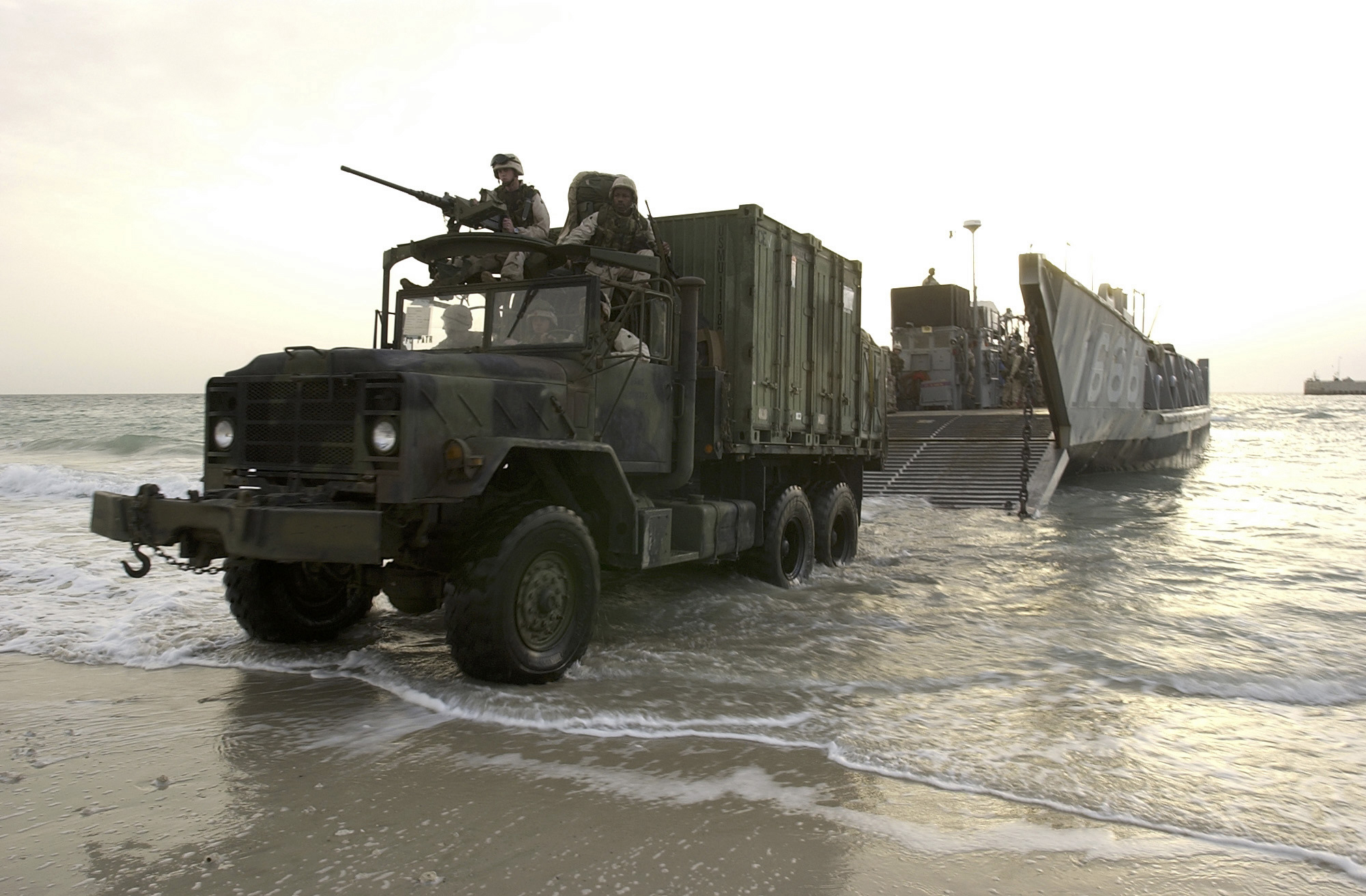
アメリカ海軍の車両で、エクストラロングの車体にコンテナを搭載し、リングマウントにM2重機関銃を装備している。
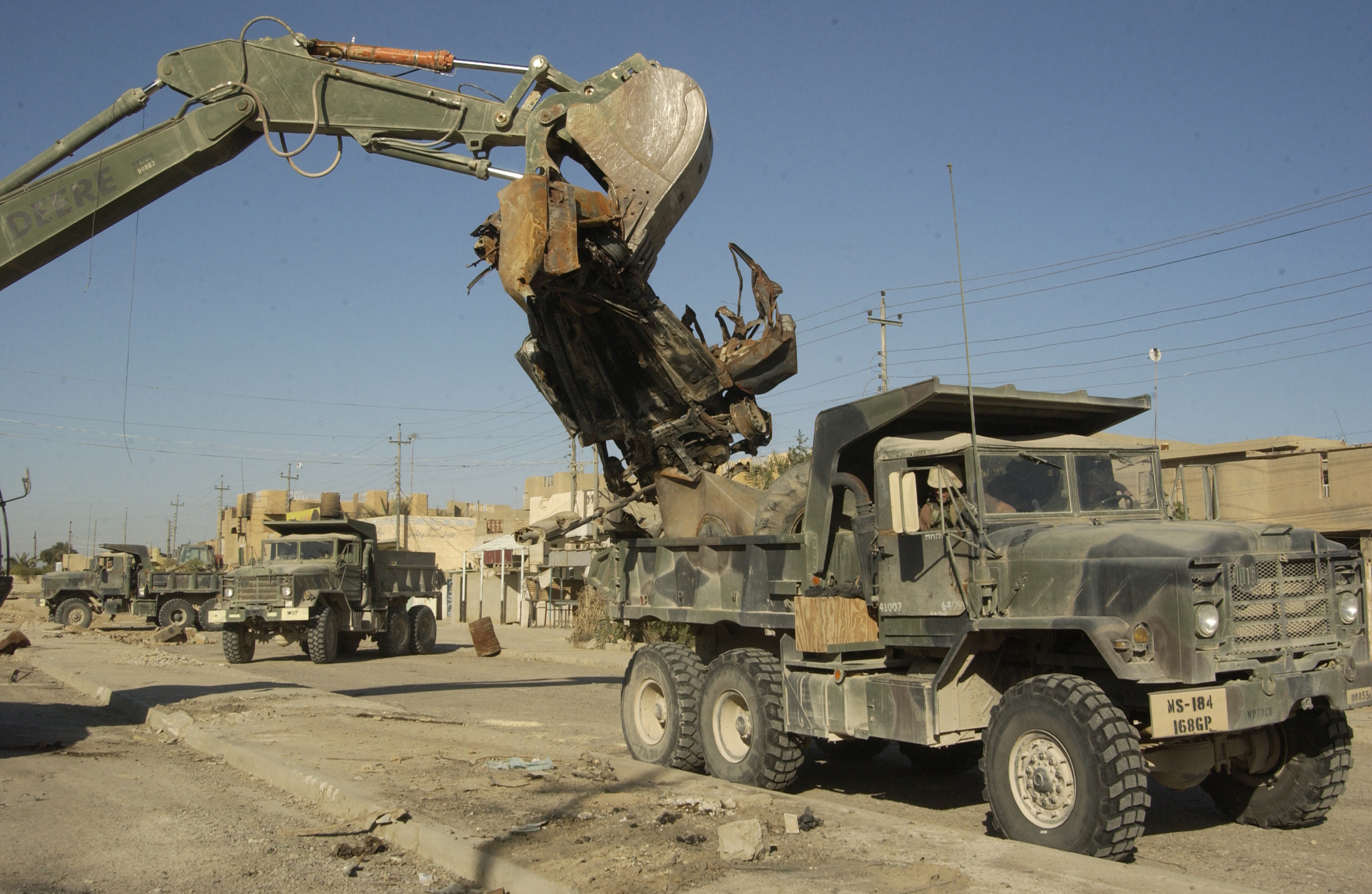
イラクで活動するアメリカ軍のM929A1ダンプトラック
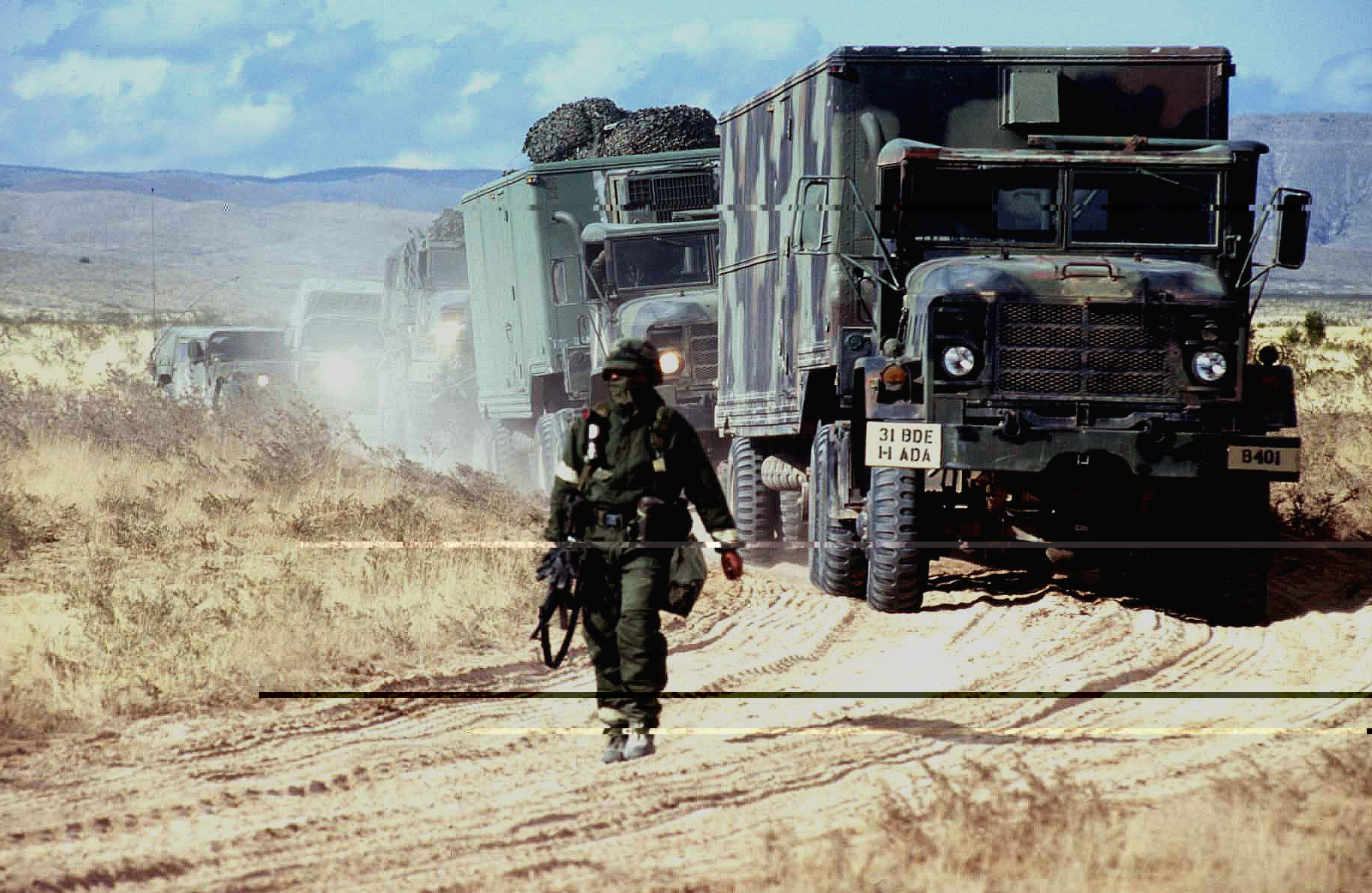
パネルバンタイプのM935またはM936。
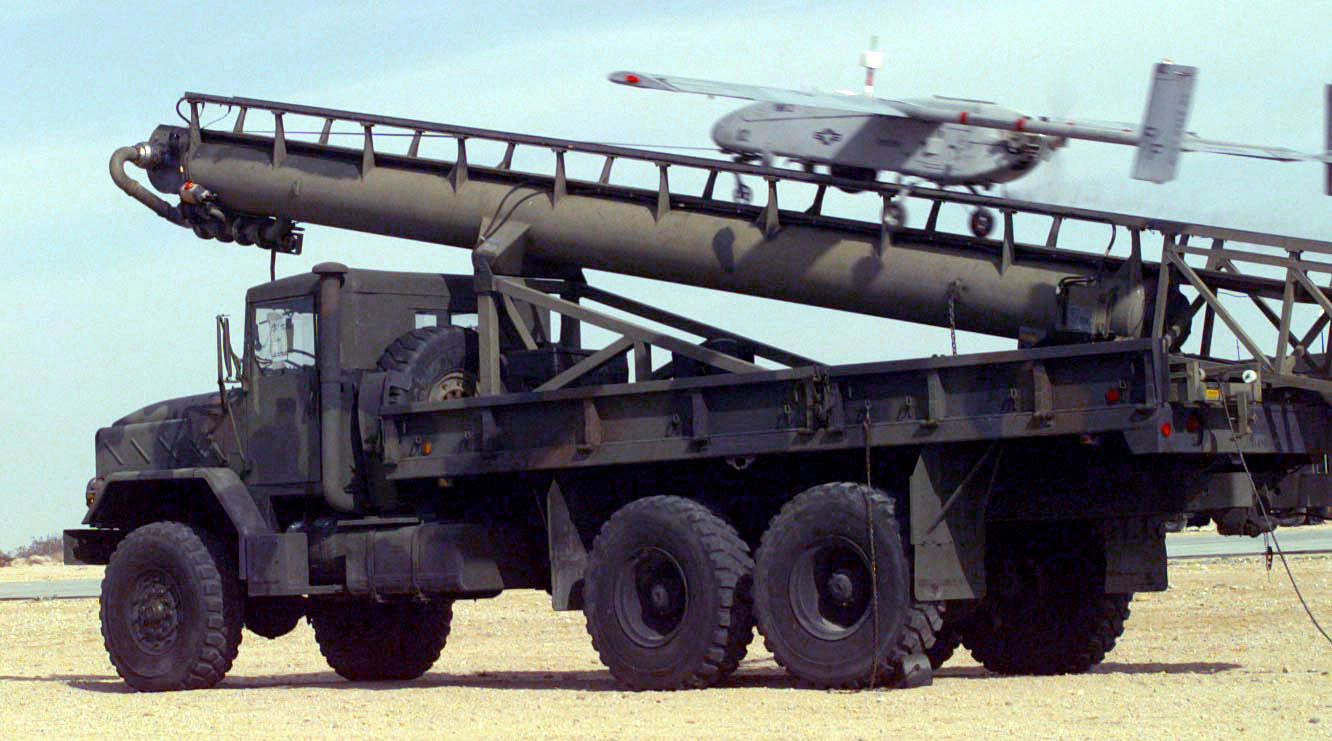
RQ-2 パイオニアの射出装置を装備したM927A1カーゴトラック。
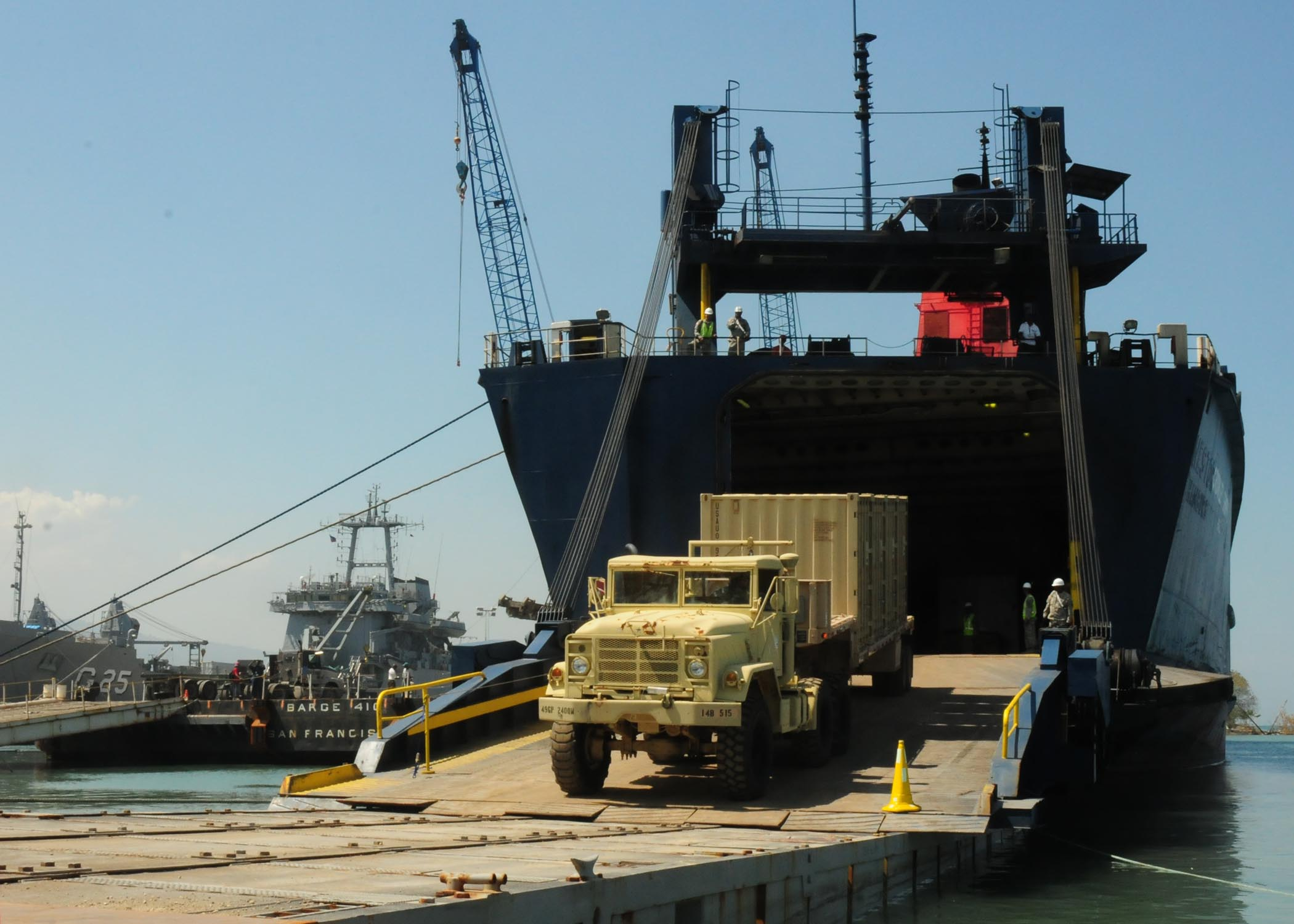
トレーラーを牽引するトラクター型のM931A1。

## 使用国
- アメリカ合衆国
- トルコ
- エクアドル

- エジプト
- レバノン
- サウジアラビア

- 中華民国
- メキシコ
- インドネシア

- フィリピン
- マレーシア
- イラク

- モロッコ
- アルゼンチン

## 登場作品

### 映画
『世界侵略: ロサンゼルス決戦』
アメリカ海兵隊のM923が登場。非常招集が発令されたことを受け、訓練中の海兵隊員たちを基地へ帰還させるため出動する。
『GODZILLA ゴジラ』
アメリカ軍が兵員や避難民の輸送に使用する。
『カーズ2』
イギリス軍の一員として｢アンディ・ギアスデール｣ という名前で登場した。ちなみに、カーズトゥーン メーターの世界作り話　UFM未確認飛行メーターにも同型の車が登場するがそちらとはまた別物である。

### ゲーム
『Just Cause 2』
「Fengding EC14FD2」の名称で通常型が、「Fengding EC2 Lift」の名称でクレーン付きが登場する。
『METAL WOLF CHAOS』
クーデターを起こしたアメリカ軍の兵員輸送用トラックとしてM939が登場。
『Operation Flashpointシリーズ』
『OFP:CWC』
アメリカ軍陣営で使用可能なトラックとして「5t Truck」の名称で登場する。
『OFP:DR』
アメリカ海兵隊陣営で使用可能なトラックとしてA2が登場する。最大で17名が乗車可能。
『グランド・セフト・オートシリーズ』
『GTAIII』
「Barracks OL」の名称で登場する。ODで塗装されている。
『GTA:VC』
「Barracks OL」の名称で登場する。
『GTA:SA』
「Barracks」の名称で登場する。州兵が使用しており、手配度が上がるとこれに乗って追跡してくる。基地が砂漠にあるためか、デザートタン塗装が施されている。
『GTA:LCS』
「Barracks OL」の名称で登場する。黒に近いODで塗装されている。
『GTA:VCS』
「Barracks OL」の名称で登場する。ODで塗装されている。
『GTAV』
「バラックス」の名称で登場する。他作品とは違い、荷台にも人を乗せることが可能になっている。また、砂漠迷彩が施されている。
『バトルフィールドシリーズ』
『BFBC』
シングルプレイにのみ登場し、主人公らの移動手段として使用される。
『BFBC2』
マルチプレイでは米軍の輸送車両として通常型が登場する。キャンペーンでは通常型のほか、タンクローリー型が登場する。

### テレビ
『ミリタリー・モーターズ』
シーズン6第6回にM942が登場する。